# Jacobo Zabludovsky
Pour les articles homonymes, voir Zabludovsky.
Jacobo Zabludovsky Kraveski, né le 24 mai 1928 à Mexico et mort le 2 juillet 2015 dans la même ville, est un journaliste mexicain, diffuseur, avocat et présentateur de nouvelles. Il est diplômé de la faculté de droit de l'Universidad Nacional Autónoma de México.

## Biographie
Ses parents étaient David Zabludovsky et Raquel Kraveski, qui ont émigré de Pologne au Mexique en 1926, lorsque la persécution des Juifs a commencé en Europe. David Zabludovsky a choisi le Mexique en raison d'une brochure qu'il a trouvée sur le navire sur lequel il voyageait, car il avait deux destinations : New York, aux États-Unis, et Buenos Aires, en Argentine.
Il était le frère de l'architecte et peintre Abraham Zabludovsky (en). 
Il a épousé le 22 juin 1954 Sara Nerubay Lieberman, fille d'un marchand prospère de Mexico, avec qui il eut trois enfants: Abraham, George et Diana.
Il s'aventure en tant que réalisateur et producteur des premiers journaux télévisés du pays et a animé pendant de nombreuses années le journal d'informations 24 horas, l'un des plus regardés du pays. Il a interviewé des personnages tels que Salvador Dalí, Ernesto Guevara ou encore Andrés Manuel López Obrador. De Londres en 1965, il a diffusé les funérailles de Sir Winston Churchill.
De plus, il était le seul journaliste à avoir retransmis en direct la catastrophe provoquée par le séisme de 1985 à Mexico.